# Шарлотта Неверская

Графство Ретель на карте Франции, конец XV в. (песочного цвета на северо-востоке Шампани)

Шарлотта де Невер (фр. Charlotte de Nevers), Шарлотта де Ретель (Charlotte de Rethel), Шарлотта Бургундская (Charlotte de Bourgogne; 1472 — 23 августа 1500) — графиня Ретеля с 1491 года.

## Биография
Дочь Жана II (ум. 1491), графа де Невер, и его второй жены Поль де Бросс (ум. 1479). После смерти отца согласно его завещанию унаследовала Ретель, а сын её старшей сестры Елизаветы Энгельберт Клевский — Невер.
В 1481 году (31 декабря) Шарлотта была помолвлена с Карлом Орлеанским (1459—1496), будущим графом Ангулема и Перигора, но брак не состоялся (вероятно, из-за большой разницы в возрасте).
В 1486 году (15 апреля) вышла замуж за Жана д’Альбре (ум.1524), сеньора д’Орваль.
Дети:
- Мария д’Альбре (25.03.1491-27.10.1549), графиня Ретеля в 1500—1525.
- Елена (16.07.1495-28.10.1519)
- Шарлотта д’Альбре (ум. 15.08.1528), с 1525 графиня Ретеля.

После смерти Шарлотты графством Ретель от имени старшей дочери правил Жан д’Альбре. Его права стал оспаривать Энгельберт Клевский, который был женат на старшей сестре Шарлотты — Елизавете, умершей в 1483 году. При посредничестве короля Людовика XII 17 января 1504 года было заключено соглашение о помолвке сыновей Энгельберта с дочерьми Жана д’Альбре Марией и Еленой.